# Водохранилище

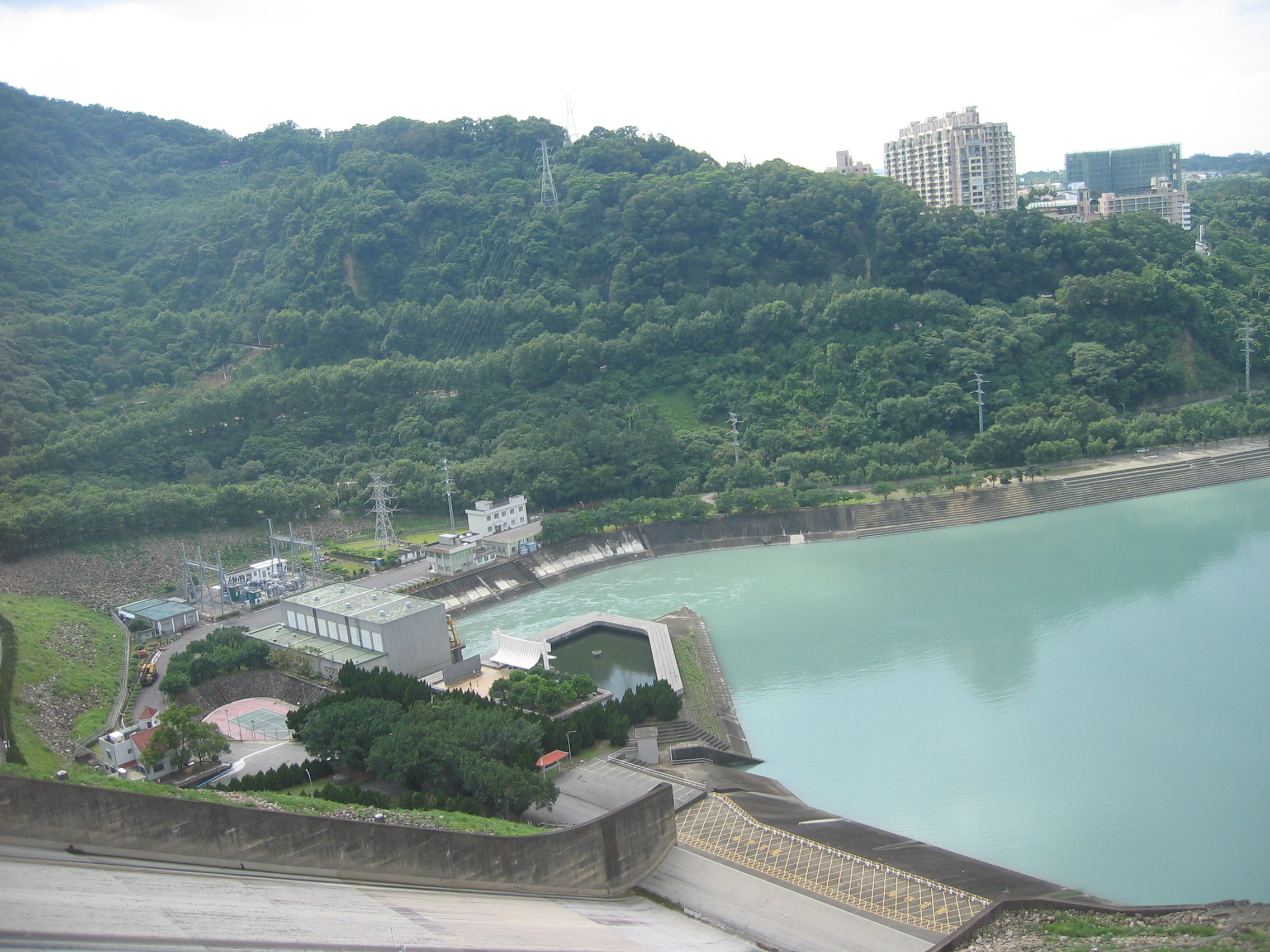
Водохранилище.

Водохрани́лище — искусственный (рукотворный) водоём, образованный, как правило, в долине реки водоподпорными сооружениями для накопления и хранения воды в целях её использования в народном хозяйстве.
Водохранилища делятся на два вида:
- озёрные;
- речные (русловые).

Для водохранилищ озёрного вида (например, Рыбинского) характерно формирование водных масс, существенно отличных по своим физическим свойствам от свойств вод притоков. Течения в этих водохранилищах связаны больше всего с ветрами. Водохранилища речного (руслового) вида (например, Дубоссарское) имеют вытянутую форму, течения в них обычно стоковые; водная масса по своим характеристикам близка к речным водам.
Основными параметрами водохранилища являются объём, площадь зеркала и амплитуда колебания уровней воды в условиях его эксплуатации.

## Терминология

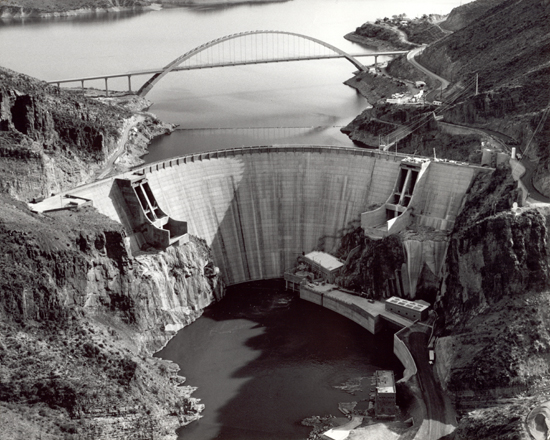
Плотина на Водохранилище им. Теодора Рузвельта

В отличие от естественных замкнутых водоёмов, которые не используются в качестве водохранилищ, в данном случае существует набор терминов, характеризующих их допустимые водные запасы и уровни уреза воды:
- уровни:
  - нормальный подпорный уровень (НПУ) — оптимальная наивысшая отметка водной поверхности водохранилища, которая может длительно поддерживаться подпорным сооружением;
  - форсированный подпорный уровень (ФПУ) или горизонт форсировки — отметка водной поверхности водохранилища, превышающая НПУ, который, при проектировании гидроузла с известной пропускной способностью, определяется, исходя из площади водохранилища и максимально возможного притока воды. Превышение этого уровня может привести к переливу через гребень плотины и к другим аварийным ситуациям;
  - уровень мёртвого объёма (УМО) или горизонт сработки водохранилища — отметка водной поверхности, соответствующая наибольшему опорожнению водохранилища. Рассчитывается в соответствии с условиями заиления, необходимым уровнем воды для зимовки рыб, обеспечением экологических условий, технологическими особенностями подпорных сооружений и характеристиками притока в водоём;
- объёмы:
  - объём или полный объём водохранилища — данная величина равна сумме мёртвого и полезного объёмов[1][2];
  - ёмкость форсировки или регулирующая ёмкость водохранилища — часть объёма водоёма между отметками ФПУ и НПУ, предназначенная для уменьшения максимального расхода через гидроузел во время весеннего половодья или дождевых паводков;[1]
  - полезный объём водохранилища — часть объёма водоема между отметками оптимального наивысшего уровня горизонта (НПУ) и уровнем максимальной сработки водоёма (УМО);[1]
  - мёртвый объём водохранилища — объём водоёма ниже отметки горизонта сработки водохранилища (УМО).

## Типы водохранилищ
Встречаются следующие типы водохранилищ:
- Крытые резервуары, устраиваемые из железа, бетона, камня и других материалов. Они располагаются над землёй или в земле (полностью или частично) и применяются в водоснабжении как резервуары суточного регулирования или для создания напора.
- Открытые бассейны, устраиваемые в земле путём выемки или полувыемки, а также путём обвалования на горизонтальной или слегка наклонённой местности. Такие водохранилища иногда устраиваются при ГЭС деривационного типа в качестве бассейнов суточного регулирования. Они также применяются в орошении для временного задержания высокого стока, который используется затем на ниже расположенных площадках или в самом водохранилище (лиманное орошение)
- Водохранилища, создаваемые в долинах естественных водных объектов постройкой подпорных сооружений (плотин, зданий ГЭС, шлюзов и других). Этот тип водохранилищ имеет наибольшее распространение и значение для экономики. Внутри него выделяют два подтипа:
  - речные (русловые) водохранилища, расположенные в долинах рек. Характеризуются вытянутой формой, с преобладанием стоковых течений и характеристиками водной массы, близкими к речным водам;
  - озёрные, повторяющие форму водоёма, находящегося в подпоре, и отличающиеся по своим физико-химическим свойствам от свойств вод притоков.

## Крупнейшие водохранилища

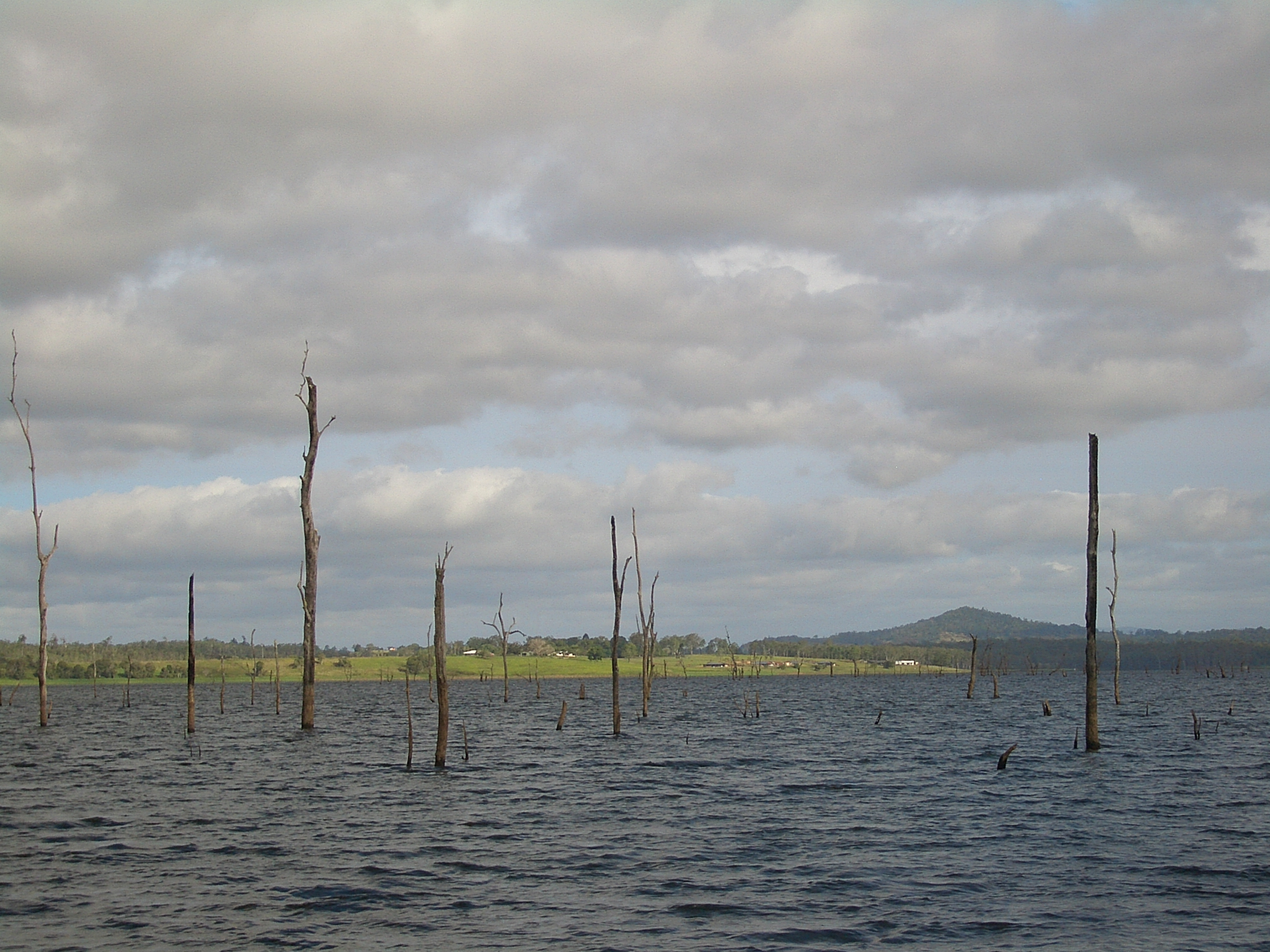
Верхушки деревьев леса, затопленного в 1950-х годах, в 2008 году всё ещё показываются над водой водохранилища Тинару (Квинсленд, Австралия).

Крупнейшими по площади зеркала водохранилищами мира являются:
1. Вольта (8482 км²; Гана)
2. Смоллвуд (6527 км²; Канада)
3. Куйбышевское водохранилище (6450 км²; Россия)
4. Кариба (5580 км²; Зимбабве, Замбия)
5. Бухтарминское водохранилище (5490 км²; Казахстан)
6. Братское водохранилище (5426 км²; Россия)
7. Насер (5248 км²; Египет, Судан)
8. Рыбинское водохранилище (4580 км²; Россия)

Крупнейшими водохранилищами по полному объёму накапливаемой воды являются:
- Кариба (180 км³; Зимбабве, Замбия)
- Братское водохранилище (169,3 км³; Россия)
- Насер (157 км³; Египет, Судан)
- Вольта (148 км³; Гана)
- Маникуаган (141,6 км³; Канада)
- Гури (138 км³; Венесуэла)
- Тартар (85 км³; Ирак)
- Хидасэ (74—79 км³; Эфиопия)[4] (заполняется)
- Красноярское водохранилище (73,3 км³; Россия)
- Зейское водохранилище (68,4 км³; Россия)

Согласно ряду источников, озеро Виктория, расположенное на территории Танзании, Уганды и Кении, после сооружения в 1954 году плотины Оуэн-Фолс превратилось в водохранилище «с самым большим в мире полезным объёмом (204,8 км³)».

## Старейшие водохранилища
Первые водохранилища были созданы в Древнем Египте с целью освоения земель в долине реки Нил (более 3000 лет до н. э.).
В России первые водохранилища были созданы в период 1701—1709 годов при строительстве Вышневолоцкой водной системы, соединившей Волгу с Балтийским морем.
В 1704 году было построено Алапаевское водохранилище (на среднем Урале) для обеспечения водой и механической энергией завода. Водохранилище Сестрорецкий Разлив было образовано в 1721 году.

## Влияние на экологическую обстановку
Создание водохранилищ существенно изменяет ландшафт речных долин, а регулирование ими стока преобразует естественный гидрологический режим реки в пределах подпора. Изменения гидрологического режима, вызываемые созданием водохранилищ, происходят также и в нижнем бьефе гидроузлов, иногда на протяжении десятков и даже сотен километров. Особое значение имеет уменьшение половодий, в результате чего ухудшаются условия нереста рыб и произрастания трав на пойменных лугах. Уменьшение скорости течения вызывает выпадение наносов и заиление водохранилищ; изменяется температурный и ледовый режим, в нижнем бьефе образуется не замерзающая всю зиму полынья.
На водохранилищах высота ветровых волн больше, чем на реках (до 3 метров и более).
Гидробиологический режим водохранилищ существенно отличается от режима рек: биомасса в водохранилище образуется интенсивнее, меняется видовой состав флоры и фауны.

## Заиление водохранилищ
Заиление водохранилища — это потеря объёма воды за счёт роста абсолютных отметок дна. Причины: поступление с водосбора взвешенных наносов, ветровой перенос летучих песков с суши, выпадение в осадок химических соединений, биомасса водной растительности, размыв берегов волновыми процессами, вымывание торфа из-под плавающих болот, которые условно находятся за границей водохранилища.

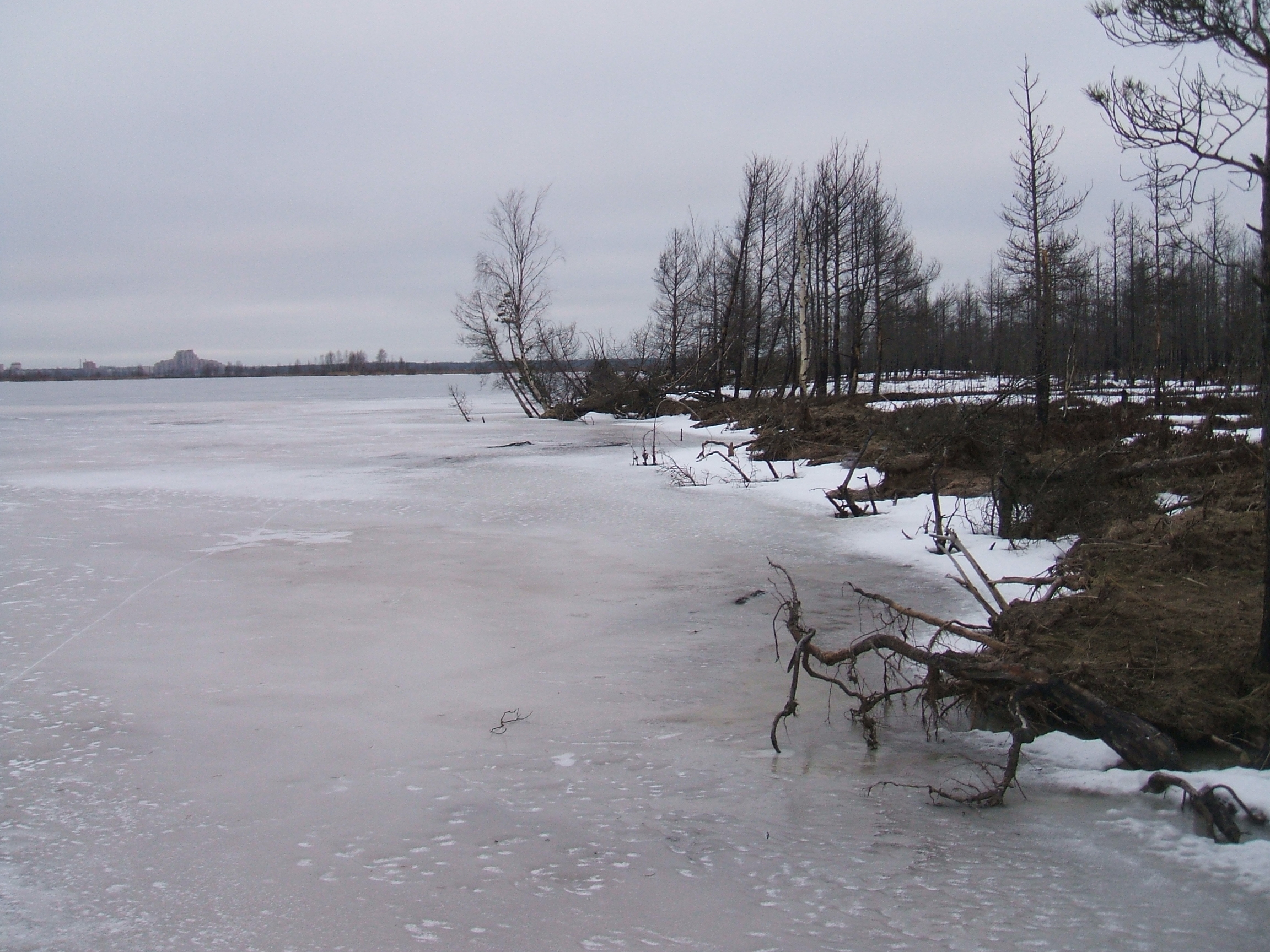
Размыв леса на берегу.

Процесс заиления водохранилищ сложный. Детально изучен в работе 1938 года.

Мероприятия по борьбе с заилением рекомендуются следующие:
- строительство водохранилищ не в основном русле, а в боковых балках;
- отвод паводка через боковой канал;
- устройство в начале водохранилища поперечных донных галерей;
- устройство в плотине донных водоспусков;
- устройство прудов в реках выше по течению;
- создание объёмов для сбора наносов;
- рациональный водный режим;
- агротехника водосбора.

Основным способом, рекомендуемым «Руководством» в борьбе с заилением, является промывка наносов расходом воды, сбрасываемым из водохранилища. Практикуется оставлять водохранилище на зимний период без воды, если в ней нет потребности. Этого не делают в вегетационный период высшей водной растительности (камыш, тростник и др.), разрастающейся по площади акватории при глубине воды менее 1,5 метра.
В монографии сделан анализ около 100 водохранилищ мира, из которых самое раннее было создано в 1814 году.